# Braunschweiger Forschungspreis
Der Braunschweiger Forschungspreis war eine seit 2007 in etwa zweijährigem Turnus vergebene Auszeichnung „für international herausragende interdisziplinär erzielte Forschungsergebnisse in den Technik-, Lebens- oder Kulturwissenschaften“. Der Preis war zuletzt mit 30.000 Euro dotiert.
Bis 2003 wurde der Braunschweig Preis (mit 50.000 Euro der höchstdotierte Forschungspreis einer deutschen Kommune)  verliehen.

## Preisträger
Träger des Braunschweig Preises
- 1999: Michael Georgieff, Universitätsklinik für Anästhesiologie, Ulm
- 2001: Bertram Batlogg (ETH Zürich), mit Christian Kloc (Bell Laboratories, Lucent Technologies, New Jersey) und Jan Hendrik Schön (Preis wurde nach Fälschungsskandal zurückgegeben.)
- 2003: Brian Druker (US-amerikanischer Krebsforscher)

Träger des Braunschweiger Forschungspreises
- 2007: Sebastian Thrun (Professor für Künstliche Intelligenz an der Stanford University)
- 2009: Bertrand Piccard und André Borschberg (für die Entwicklung eines Solarflugzeugs Solar Impulse HB-SIA)
- 2011: Petra Schwille (Biophysikerin an der Universität Dresden)
- 2014: Ursula Staudinger (Psychologin und Alternsforscherin an der Columbia University)
- 2016: Martin Winter (Materialwissenschaftler an der Westfälischen Wilhelms-Universität Münster)
- 2018: Karsten Danzmann (Physiker am Max-Planck-Institut für Gravitationsphysik)